# 完顏斛孛束
完顏斛孛束（?—?），为金朝宗室，金太宗完颜晟的儿子。
天会十五年（1137年），金熙宗大封宗室，封完颜斛孛束为霍王。大定二年（1162年），金世宗追封完颜斛孛束为沈王。

## 資料
- 《金史》卷七十六 列传第十四 太宗诸子